# Marco Pecorari
Marco Pecorari (Palmanova, 21 settembre 1977) è un allenatore di calcio ed ex calciatore italiano, di ruolo difensore, tecnico in seconda della squadra Under-17 della Juventus.

## Caratteristiche tecniche
Pecorari è un difensore centrale abile in marcatura e nel gioco aereo, dote che sfrutta anche in fase offensiva in occasione dei calci piazzati.

## Carriera
Cresciuto nel vivaio juventino, fa il suo esordio da professionista nel Fiorenzuola, nel campionato di Serie C1 1996-1997. Nella stagione successiva i bianconeri lo girano in prestito all'Empoli di Luciano Spalletti, neopromosso in Serie A. Debutta nella massima serie il 4 gennaio 1998 in Lecce-Empoli 2-2, e colleziona in tutto 3 presenze.
Gioca poi una stagione in Serie B con il Genoa, prima di trasferirsi al Crotone dove rimane per quattro stagioni consecutive, conquistando la prima promozione in Serie B nella storia della società calabrese nel 2000. Scaduto il contratto con il Crotone, nel 2003 si trasferisce in Serie B alla Triestina, dove disputa due stagioni nella serie cadetta.
Nell'estate 2005 è acquistato, sempre a parametro zero, dal Lecce, con cui torna a militare in Serie A totalizzando 10 presenze nella stagione 2005-2006. Nel luglio 2006, dopo la retrocessione dei salentini, è passato in prestito all'Ascoli (ancora in Serie A): con i bianconeri disputa 15 partite, realizzando il suo unico gol nella massima serie, il 9 dicembre 2006 sul campo della Reggina. Nel gennaio 2007 il Lecce lo cede definitivamente allo Spezia, con cui ha ottenuto la salvezza in Serie B, segnando uno dei gol della sua squadra nella vittoria all'ultima giornata in trasferta contro la Juventus (3-2). Nel gennaio 2008 si trasferisce al Ravenna e a fine stagione, svincolato, passa all'Avellino. Nell'estate 2009, dopo il fallimento dell'Avellino, viene acquistato dall'Arezzo. Rimane nella società toscana anche nell'annata successiva, che segna il fallimento e la ripartenza dalla Serie D con il nome di Atletico Arezzo. Nella stagione 2011-2012 indossa la fascia di capitano, e conduce la squadra al secondo posto in campionato e a play-off, perso contro il San Donà.
A partire dal 2013, in parallelo all'attività di calciatore, entra nello staff delle giovanili della formazione aretina.
Nell'estate del 2014 viene acquistato dal Vado, squadra militante nel campionato di Serie D. Nell'inverno 2014 passa al Cossato, squadra militante nel campionato di Promozione; l'anno successivo viene ingaggiato dal Lucento, sempre in Promozione piemontese, ricoprendo anche l'incarico di allenatore degli Allievi.

## Palmarès

### Club

#### Competizioni giovanili
- Coppa Italia Primavera: 1

Juventus: 1994-1995

#### Competizioni nazionali
- Serie C1: 1

Crotone: 1999-2000